# Santiago van der Putten
Santiago van der Putten né le 25 juin 2004 à San Rafael District, est un footballeur costaricien qui joue au poste de Défenseur central à LD Alajuelense. 

## Carrière

### En club
Il fait ses débuts avec la LD Alajuelense le 16 mai 2022 lors d'une défaite 2-0 contre l'AS Santos de Guápiles. Il marque son premier but le 28 août 2024 contre le Comunicaciones FC en Coupe d'Amérique centrale de la CONCACAF.
Le 19 août 2022, il est prêté au Real Betis mais il joue avec l'équipe réserve. 

### En sélection
Avec les moins de 20 ans, il participe au championnat de la CONCACAF en 2022 au Honduras. Il joue cinq match durant le tournoi et marque un but contre l'Antigua-et-Barbuda et le Costa Rica perd en quart de finale contre les États-Unis.
Il fait ses débuts avec la première sélection le 22 janvier 2025 lors d'une rencontre amicale perdue 3-0 contre les États-Unis. 
Il est convoqué pour la Gold Cup 2025. Il ne joue que deux minutes lors du quart de finale perdu aux tirs-au-but contre les États-Unis.